# Цереквиця-Стара
Цереквиця-Стара (пол. Cerekwica Stara) — село в Польщі, у гміні Ярачево Яроцинського повіту Великопольського воєводства.
Населення — 225 осіб (2011).
У 1975-1998 роках село належало до Каліського воєводства.

## Демографія
Демографічна структура станом на 31 березня 2011 року:
|          | Загалом | Допрацездатний вік | Працездатний вік | Постпрацездатний вік |
| -------- | ------- | ------------------ | ---------------- | -------------------- |
| Чоловіки | 109     | 20                 | 77               | 12                   |
| Жінки    | 116     | 27                 | 64               | 25                   |
| Разом    | 225     | 47                 | 141              | 37                   |